# Dombra

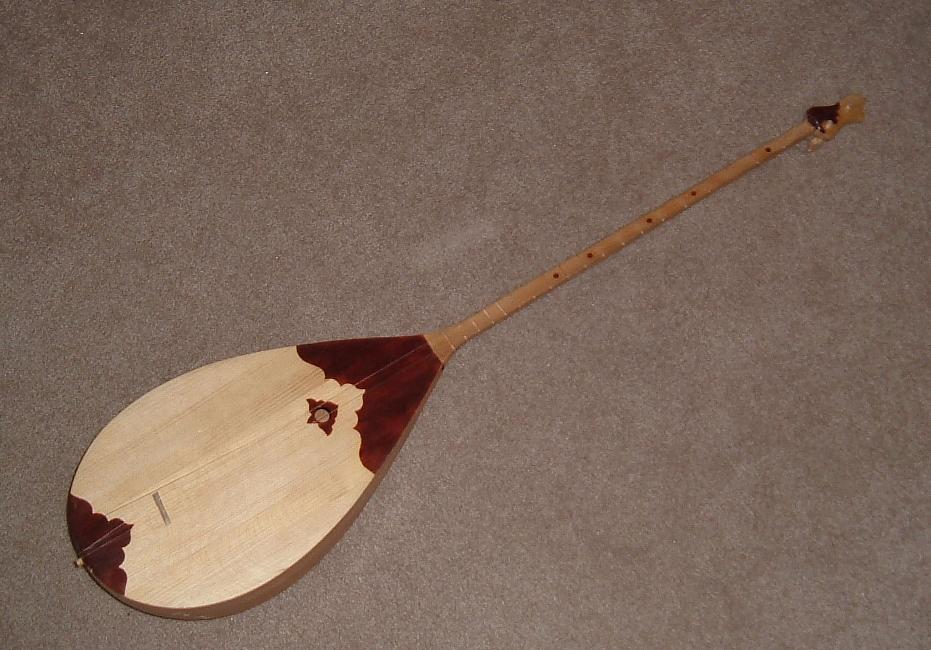
Kazašská dombra

Dombra (домбыра nebo dombyra v kazaštině, dambura v Uzbekistánu, dumbyra v Tatarstánu a Baškortostán, tumbyra u Sibiřských Tatarů, danbura v perském nářečí Hazaragi) je ve Střední Asii strunný drnkací hudební nástroj s dlouhým krkem, obvykle dvěma strunami a hruškovitým nebo lichoběžníkovitým tělem. Podobá se loutně a sdílí některé charakteristické vlastnosti s komuzem a dutarem. Mezi obyvateli Kazachstánu je tento nástroj tak oblíbený, jako kytara mezi většinou Evropanů, Američanů apod. Je snadno ovladatelná a technika hraní není komplikovaná. Slouží často k doprovázení zpěvu a k tanci, hrají se na ní většinou folkové skladby.

## Popis
Dombra je 100 až 130 cm dlouhá, hruškovité resonanční tělo je z cedrového dřeva, vrchní deska z borového nebo smrkového dřeva. Má nejčastěji dvě struny, laděné s odstupem kvarty (d - g), řidčeji kvinty nebo sekundy. Melodie se hraje obvykle na vyšší struně. Nástroje se liší podle regionu.
- Kazašská dombra má dvě struny, dlouhý štíhlý krk s hmatníkem s pražci a hraje se na ni brnkáním rukou. Staré nástroje mívají 9 pražců, což odpovídá diatonické stupnici, novější nástroje mají 15 až 17 pražců pro chromatickou stupnici.
- Ve středním, jižním a východním Kazachstánu se užívá dombra s lichoběžníkovým plochým tělem a krátkým, širokým krkem se sedmi až devíti pražci. Na severovýchodě, okolo města Semej se užívala dombra se třemi strunami.
- Uzbecký dutar má tradičně dvě hedvábné struny.Sovětská poštovní známka zobrazující dombru a další kazašské národní hudební nástroje

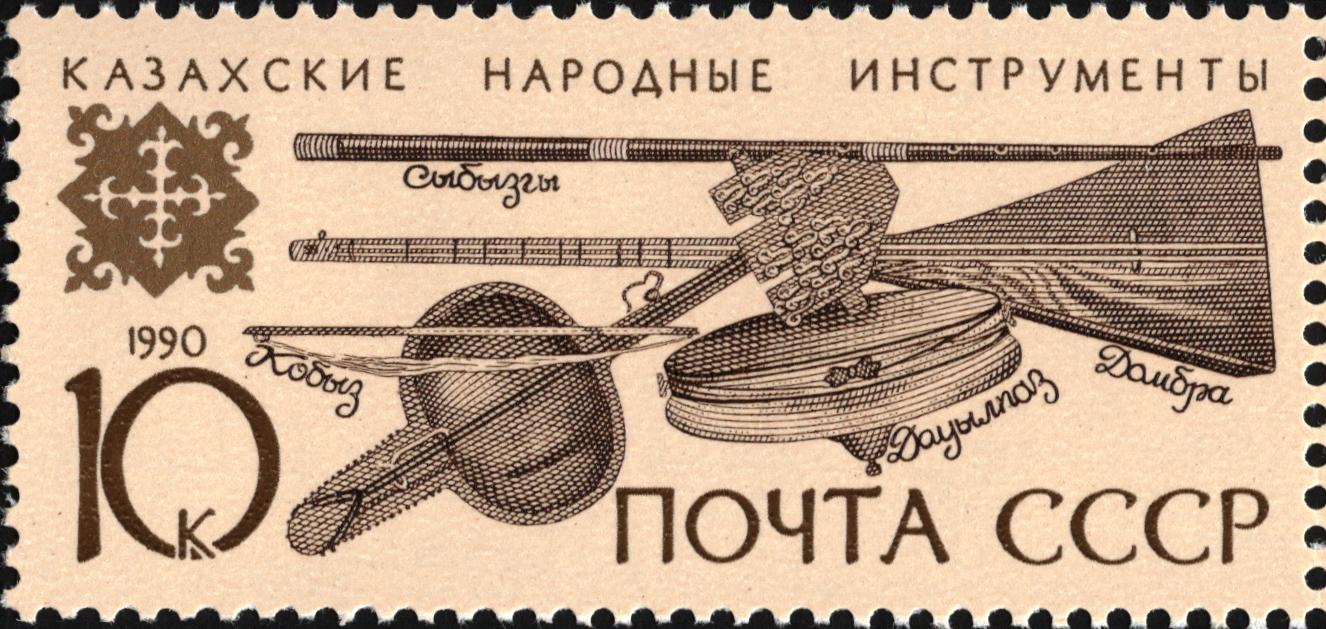
Sovětská poštovní známka zobrazující dombru a další kazašské národní hudební nástroje

## Význam
Dombra je pro Kazachy, Uzbeky, Turkmeny, Tádžiky a Kyrgyzy tradiční nástroj, který užívali a užívají i pocestní pěvci jako doprovod svých epických zpěvů. Také proto platí za jakýsi národní symbol a básníci se často zobrazují s dombrou v ruce.
V roce 2014 bylo Kazašské umění zvané DombraKuy (krátká sólová skladba na dombře) zařazeno na seznam nehmotného dědictví UNESCO.